# Édouard d'Angoulême
Pour les articles homonymes, voir Édouard Plantagenêt.
Édouard d'Angoulême (27 janvier 1365, château d'Angoulême – vers le 20 septembre 1370, Bordeaux) est le fils aîné d'Édouard de Woodstock, dit le « Prince Noir », et de son épouse Jeanne de Kent. Il est de ce fait membre de la famille royale anglaise des Plantagenêts et est le second sur la ligne de succession au trône de son grand-père paternel, le roi d'Angleterre Édouard III. La naissance d'Édouard d'Angoulême survient au cours de la guerre de Cent Ans et est fastueusement célébrée par son père et d'autres monarques d'Occident, dont le roi de France Charles V le Sage.
Le jeune Édouard décède prématurément à l'âge de cinq ans. Sa mort fait de son frère cadet Richard de Bordeaux, alors âgé de trois ans, le nouvel héritier du Prince Noir. Après la mort du Prince Noir en 1376, Richard devient l'héritier apparent du trône d'Angleterre et ceint la couronne dès l'année suivante, à la suite de la mort d'Édouard III. Plus tard, Richard ordonne la construction d'un monument pour son frère aîné, dont il a fait déplacer la tombe. Il est également probable qu'il ait ordonné qu'Édouard d'Angoulême soit représenté dans le diptyque de Wilton.

## Biographie

### Naissance

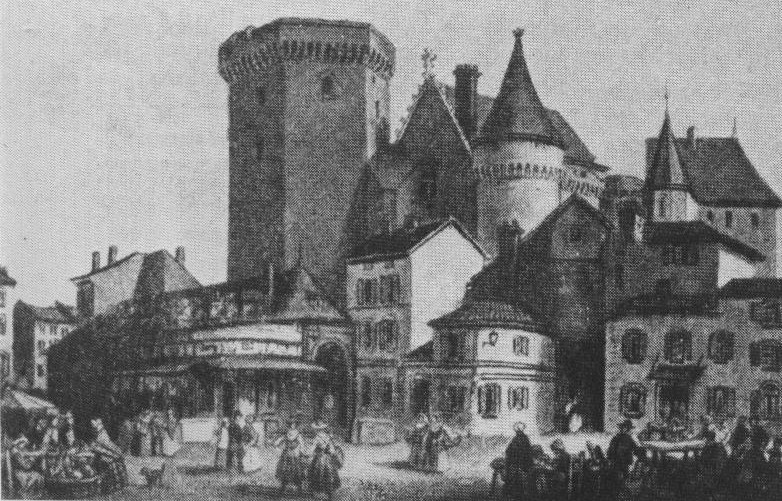
Le château d'Angoulême. Dessin datant d'avant 1840.

Édouard naît au château d'Angoulême, dans la ville d'Angoulême, qui se situe au milieu du XIVe siècle dans le duché d'Aquitaine. Le fait que le jeune prince soit appelé Édouard d'Angoulême en référence à son lieu de naissance relève d'une pratique assez commune en Angleterre au XIVe siècle. Par son père Édouard de Woodstock, dit le « Prince Noir », le jeune Édouard est à sa naissance membre de la famille des Plantagenêts et le second, mais à ce moment-là le seul survivant,, des petits-fils du roi d'Angleterre Édouard III. Par ailleurs, Édouard d'Angoulême est à travers sa grand-mère paternelle Philippa de Hainaut un parent de la Maison de Valois, qui règne à cette époque en France. Quant à sa mère Jeanne de Kent, elle est parente au troisième degré de son époux Prince Noir et est suo jure comtesse de Kent.
La date de naissance du prince est sujette à débat. Dans l'article du Dictionary of National Biography consacré à son père, la date de naissance d'Édouard d'Angoulême est datée de 1363, 1364 ou 1365. Ces différentes propositions sont tirées de trois chroniques contemporaines, notamment celle de Jean Froissart. Une lettre envoyée par Jeanne de Kent au roi Édouard III le 4 février 1365 date la naissance du nourrisson du 27 janvier. Ainsi, cette date est la plus communément admise par les historiens,,,. Les nouvelles de la naissance du fils du Prince Noir sont « si acceptables pour son grand-père royal, que le roi conféra au messager, John Delves, une rente viagère de quarante livres par an ».
Édouard d'Angoulême est baptisé au château d'Angoulême au cours du mois de mars 1365. Le Prince Noir fait célébrer l'événement avec faste et cherche à montrer à ses vassaux aquitains le caractère royal de sa souveraineté : 154 seigneurs et 706 chevaliers sont conviés et, apparemment, 18 000 chevaux servent pour amener les hôtes de la cérémonie ; en outre, plus de 400 livres sont dépensées pour le simple usage de chandelles. Le baptême du prince s'accompagne de « splendides tournois ». L'un de ses parrains est l'évêque de Limoges Jean de Cros. Le nom que choisit de donner le Prince Noir à son fils aîné a déjà été porté par trois rois d'Angleterre et est devenu très populaire au moment des naissances d'Édouard d'Angoulême et de son frère cadet Richard de Bordeaux. À nouveau à la fin du XVe siècle, pendant la période yorkiste, les noms d'Édouard et de Richard connaîtront une résurgence.

### Décès

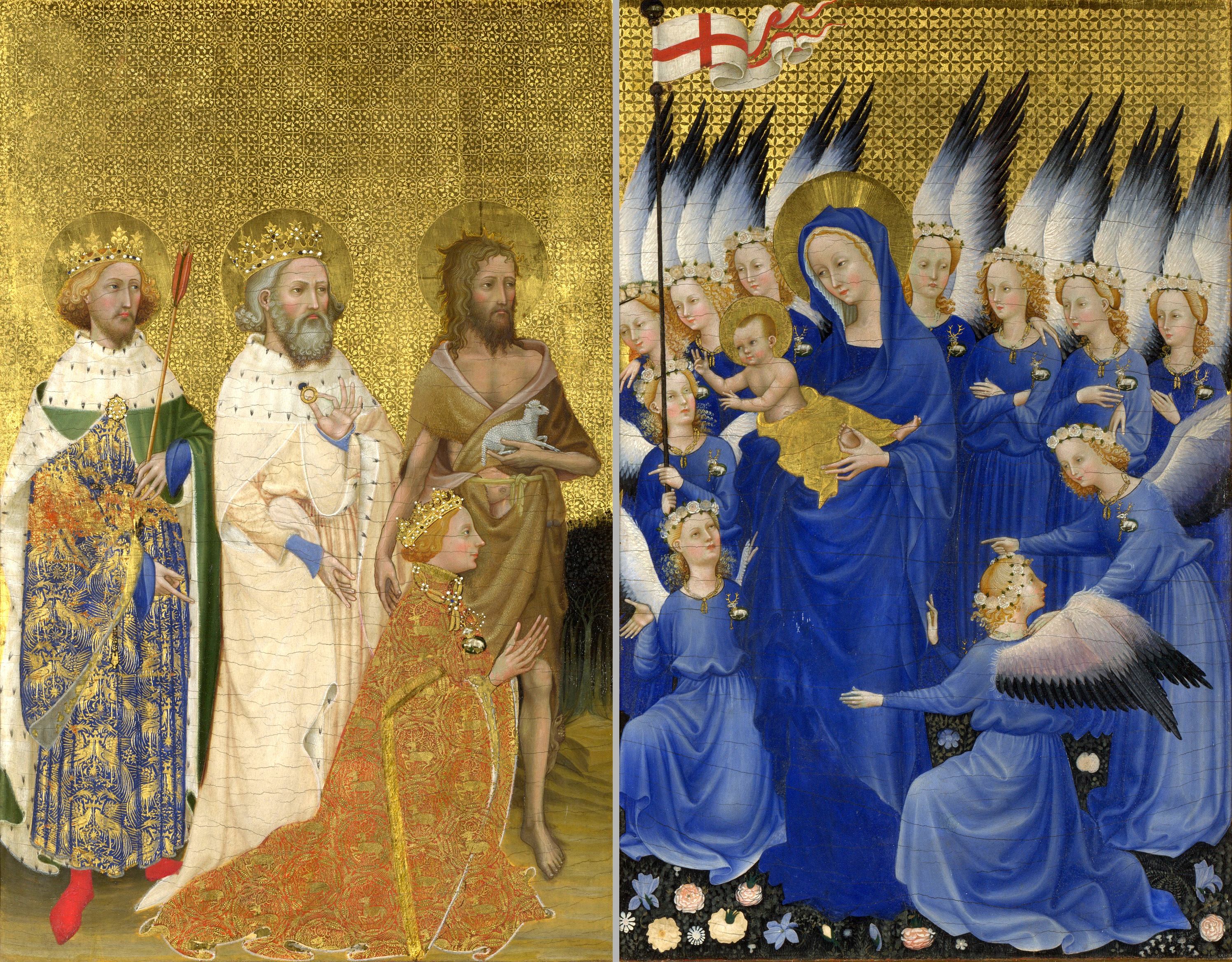
Le diptyque de Wilton.

Après de longues souffrances, le petit Édouard meurt de la peste ; bien que la date exacte de sa mort demeure inconnue, le mois de janvier 1371 est traditionnellement choisi,,. La Chronique de Wigmore affirme en revanche qu'Édouard d'Angoulême est décédé « aux alentours de la fête de Saint-Michel [29 septembre] » de 1370, ce qui est vraisemblablement la date correcte,,. Le Prince Noir est informé du trépas de son fils aîné lors de son retour du sac de Limoges ; « il était très affligé dans son cœur, mais personne ne peut échapper à la mort ». La perte d'Édouard d'Angoulême « était un chagrin amer [pour le Prince Noir et Jeanne de Kent] » et ne fait qu'accroître l'importance de la maladie du Prince Noir. Édouard « avait déjà acquis la réputation d'un personnage à la ressemblance du Christ » et, pendant son enfance, « les chroniqueurs ont bien voulu découvrir les germes de ces hautes qualités qui distinguaient son père et son grand-père, qui ont été refusées à son frère Richard II ». Le Prince Noir rentre en Angleterre avec son épouse Jeanne et son autre fils Richard en 1371 et y meurt finalement en 1376 d'une maladie foudroyante qui l'a rongé pendant de nombreuses années.
Avant son départ pour l'Angleterre, le Prince Noir prie son frère cadet Jean de Gand d'assurer les funérailles du jeune Édouard, qui ont lieu à Bordeaux et auxquelles assistent les barons de Gascogne et du Poitou. Le corps d'Édouard d'Angoulême est exhumé en 1388 ou en 1389 et transporté en Angleterre par l'évêque d'Aire Robert Waldby sur ordre de Richard II. Son cadavre est ensuite inhumé à « Chilterne Langley », aussi connu sous le nom de Children's Langley et qui est un prieuré situé dans les environs de Kings Langley. Entre 1540 et 1607, l'église de Kings Langley tombe en ruines ; on sait que la dépouille d'Édouard est transférée à l'église des Augustins de Londres avant 1598,,. Bien qu'il soit improbable que Richard II se soit souvenu de son frère Édouard, il « se rappelait encore [de son frère] avec une affection pieuse ». C'est pourquoi il est possible qu'Édouard soit représenté dans le diptyque de Wilton, qui dépeint Richard agenouillé devant la Vierge (qui représente peut-être Jeanne de Kent) et l'Enfant Jésus (une possible allégorie impliquant Édouard d'Angoulême). Le diptyque est actuellement conservé à la National Gallery de Londres.

### Postérité

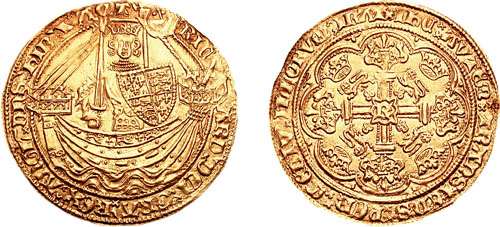
Pièce de monnaie datant du règne de Richard II.

La mort prématurée d'Édouard d'Angoulême cause une immense douleur à Richard de Bordeaux et à ses parents : l'historienne Alison Weir déclare que le Prince Noir « était un homme brisé » au moment où il retourne en Angleterre après le décès de son fils. La mort d'Édouard a en outre un impact substantiel sur l'histoire de l'Angleterre. Du vivant même du prince, nombreux sont qui redoutent que Jean de Gand s'empare de la couronne. En conséquence, le Parlement, craignant que l'Acte de 1351 qui établissait la citoyenneté anglaise des jeunes Édouard et Richard soit considéré comme insuffisant pour leur léguer le trône, adopte l'Acte de 1368, qui autorise les enfants royaux nés dans des provinces anglaises situées en France à hériter du royaume d'Angleterre. Après la mort d'Édouard III et l'avènement de Richard II en 1377, une régence conduite par Jean de Gand est sagement évitée. Néanmoins, Gand garde une influence considérable au cours des années suivantes et agit en régent de facto jusqu'en janvier 1380.
Bien que Richard soit seulement âgé de dix ans lors de son avènement au trône, il entame à la fin des années 1390 ce que les historiens actuels ont tendance à décrire comme une période de « tyrannie ». Au moment de la mort d'Édouard d'Angoulême, l'Angleterre est toujours en guerre avec la France, dans ce qui sera plus tard appelé la guerre de Cent Ans, initiée par Édouard III. Richard fait plusieurs efforts pour mettre fin au conflit mais est infructueux en raison de l'hostilité des magnats anglais et du refus français de reconnaître les possessions continentales anglaises. En 1399, Richard est emprisonné à la Tour de Londres et abdique en faveur de son cousin Henri IV. Avec la mort de Richard II le 14 février 1400, la ligne directe des Plantagenêts est éteinte.